# 門羅縣 (愛阿華州)
門羅縣（英語：Monroe County）是美國愛阿華州南部的一個縣。面積1,124平方公里。根據美國2000年人口普查，共有人口8,016人。縣治亞爾比亞（Albia）。
成立於1843年2月17日，縣名是紀念第五任總統詹姆斯·門羅。